# Associazione Calcio Rinascita Messina 2013-2014
Questa voce raccoglie le informazioni riguardanti l'Associazione Calcio Rinascita Messina nelle competizioni ufficiali della stagione 2013-2014.

## Stagione
La stagione 2013-2014 del Messina segna il ritorno tra i professionisti dopo 5 anni trascorsi nel campionato dilettante in virtù del primo posto conquistato nella precedente stagione. Il club peloritano, inoltre, partecipa alla Coppa Italia Lega Pro.
La stagione parte con la riconferma dell'allenatore Catalano e di gran parte del gruppo vincitore del girone I della Serie D della passata stagione.
La stagione ufficiale parte con le vittorie in Coppa Italia ai danni del Vigor Lamezia (2-1) e del Catanzaro (1-0) che permettono di vincere il girone e passare al turno successivo.
Il Messina esordisce in campionato con una pareggio a reti bianche contro l'Ischia. Il 15 settembre 2013 arriva la prima vittoria in campionato, quella conquistata al San Filippo contro l'Arzanese per 1-0.
A seguito degli scarsi risultati in campionato, oltre l'eliminazione dalla Coppa Italia il 2 ottobre dopo la sconfitta per 4-1 d.c.r. con la Salernitana, il 2 dicembre la società comunica l'esonero dell'allenatore Gaetano Catalano, sostituito il giorno successivo da Gianluca Grassadonia.
Il cambio in panchina e una serie di movimenti in entrata e in uscita nella sessione invernale di calciomercato, rinvigoriscono la squadra peloritana, la quale riesce a inanellare una serie utile di risultati tali da far vincere il campionato di Seconda Divisione.
Grazie alla vittoria del girone la squadra ottiene il diritto di disputare la Supercoppa di Lega di Seconda Divisione nella quale affronta il Bassano. I venti s'impongono per 2-0 all'andata e 1-2 al ritorno, vincendo il trofeo.

## Divise e sponsor
La ditta fornitrice del materiale tecnico è la Givova. Lo sponsor che compare sulle divise è Qmotors.it.
La divisa principale è costituita da una maglia di colore bianco con inserti rossi sull'orlo, calzoncini e calzettoni neri. La divisa da trasferta è composta da una maglia rossa con striscia orizzontale gialla al centro e inserti gialli, con pantaloncini e calzettoni rossi. La terza divisa, infine, è costituita da una maglia nera con inserti gialli, con pantaloncini e calzettoni rossi.
| Prima Divisa | Seconda Divisa | Terza divisa |

## Organigramma societario
Area direttiva
- Presidente: Isidoro Torrisi
- Vice Presidenti: Nicola Patti e Sergio Marullo
- Amministratore Delegato: Alessandro Failla
- Direttore Generale: Vincenzo Lo Monaco
- Direttore Sportivo: Fabrizio Ferrigno
- Segretario Generale: Alessandro Raffa
- Segretario Settore Giovanile: Antonino Minutoli
- Area Marketing, Web e Media: Sincromie.it
- Responsabile Comunicazione: Vittorio Fiumanò
- Responsabile Settore Giovanile: Roberto Buttò
- Area Legale: Annalisa Roseti e Alessio Robberto
- Area Amministrativa: Antonio Morgante
- Web, Media e Social: David Di Bartolo
- Fotografo Ufficiale: Francesco Saya

Area tecnica
- Allenatore: Gianluca Grassadonia
- Vice allenatore: Vincenzo Criscuolo
- Preparatore portieri: Vincenzo Di Muro
- Preparatore atletico: Salvatore Malafronte
- Direttore sportivo: Fabrizio Ferrigno
- Responsabile Area Medica: dr. Nino Puglisi
- Staff Medico: dott. Domenico Fugazzotto; Dott.ssa Angela Maria Consolo

## Rosa
| N. |                        | Ruolo | Calciatore         |
| -- | ---------------------- | ----- | ------------------ |
|    | Italia (bandiera)      | P     | Ettore Lagomarsini |
|    | Italia (bandiera)      | P     | Rino Iuliano       |
|    | Italia (bandiera)      | P     | Vincenzo Mangini   |
|    | Italia (bandiera)      | D     | Procolo Caiazzo    |
|    | Italia (bandiera)      | D     | Enrico Pepe        |
|    | Italia (bandiera)      | D     | Sebastian Caldore  |
|    | Italia (bandiera)      | D     | Rocco D'Aiello     |
|    | Italia (bandiera)      | D     | Antonio Cucinotta  |
|    | Italia (bandiera)      | D     | Alessio De Bode    |
|    | Italia (bandiera)      | D     | Giovanni Ignoffo   |
|    | Italia (bandiera)      | D     | Giuseppe Quintoni  |
|    | Italia (bandiera)      | D     | Luigi Silvestri    |
|    | Italia (bandiera)      | C     | Rosario Bucolo     |
|    | Saint Lucia (bandiera) | C     | Pierre Zaine       |

| N. |                       | Ruolo | Calciatore                |
| -- | --------------------- | ----- | ------------------------- |
|    | Italia (bandiera)     | C     | Antonio Pagliaroli        |
|    | Italia (bandiera)     | C     | Domenico Franco           |
|    | Portogallo (bandiera) | C     | Pedro Costa Ferreira      |
|    | Italia (bandiera)     | C     | Marco Guerriera           |
|    | Italia (bandiera)     | C     | Stefano Maiorano          |
|    | Italia (bandiera)     | C     | Francesco Simonetti       |
|    | Italia (bandiera)     | C     | Daniele Buongiorno        |
|    | Italia (bandiera)     | C     | Tommaso Squillace         |
|    | Italia (bandiera)     | C     | Marco Privitera           |
|    | Italia (bandiera)     | A     | Giorgio Corona (capitano) |
|    | Italia (bandiera)     | A     | Fabrizio Lasagna          |
|    | Italia (bandiera)     | A     | Vittorio Bernardo         |
|    | Italia (bandiera)     | A     | Alessandro De Vena        |
|    | Italia (bandiera)     | A     | Salvatore Caturano        |

## Calciomercato

### Sessione estiva(dal 1º/7 al 31/8)
| Acquisti | Acquisti             | Acquisti        | Acquisti   |
| R.       | Nome                 | da              | Modalità   |
| -------- | -------------------- | --------------- | ---------- |
| D        | Riccardo Bolzan      | Benevento       |            |
| D        | Alessio De Bode      | Genoa           |            |
| A        | Daniele Buongiorno   | Genoa           |            |
| C        | Mirko Guadalupi      | Cosenza         |            |
| D        | Guilana Aspar        | Girona          |            |
| P        | Rino Iuliano         | Campobasso      |            |
| A        | Fabrizio Lasagna     | Avellino        |            |
| C        | Lucas Ezequiel Piovi | Vélez Sarsfield |            |
| D        | Elias Scoponi        | Vélez Sarsfield |            |
| A        | Daniele Siciliano    | Genoa           |            |
| D        | Luigi Silvestri      | Salernitana     |            |
| C        | Francesco Simonetti  | Milazzo         |            |
| C        | Alessandro Gherardi  | CSKA Sofia      | definitivo |

| Cessioni | Cessioni            | Cessioni       | Cessioni   |
| R.       | Nome                | a              | Modalità   |
| -------- | ------------------- | -------------- | ---------- |
| A        | Salvatore Cocuzza   | Akragas        | definitivo |
| D        | Agatino Chiavaro    | Akragas        | definitivo |
| C        | Antonio Cicatiello  | Mariano Keller |            |
| C        | Giuseppe Savanarola | Akragas        |            |

### Sessione invernale(dal 3/1 al 31/1)
| Acquisti | Acquisti           | Acquisti  | Acquisti |
| R.       | Nome               | a         | Modalità |
| -------- | ------------------ | --------- | -------- |
| D        | Enrico Pepe        | Paganese  |          |
| D        | Rocco D'Aiello     | Trapani   |          |
| D        | Tommaso Squillace  | Catanzaro | Prestito |
| C        | Domenico Franco    | Chievo    |          |
| C        | Antonio Pagliaroli | Torres    | Prestito |
| C        | Pierre Zaine       | Genoa     | Prestito |
| A        | Salvatore Caturano | Casertana | Prestito |
| A        | Alessandro De Vena | Viareggio | Prestito |
| A        | Vittorio Bernardo  | Teramo    |          |

| Cessioni | Cessioni            | Cessioni  | Cessioni              |
| R.       | Nome                | a         | Modalità              |
| -------- | ------------------- | --------- | --------------------- |
| D        | Gabriele Di Stefano | //        | Rescissione contratto |
| D        | Marc Aspar Guilana  | //        | Rescissione contratto |
| D        | Elias Scoponi       | //        | Rescissione contratto |
| D        | Riccardo Bolzan     | Torres    | Ceduto                |
| C        | Ezequiel Piovi      | //        | Rescissione contratto |
| C        | Mirko Guadalupi     | Martina   | Ceduto                |
| C        | Alessandro Gherardi | Carrarese | Ceduto                |
| C        | Daniele Siciliano   | Vado      | Prestito              |
| A        | Roberto Chiaria     | //        | Rescissione contratto |

## Risultati

### Lega Pro Seconda Divisione

#### Girone di andata
| Messina 1º settembre 2013, ore 15:00 CEST 1ª giornata | Messina                 | 0 – 0 referto | Ischia Isolaverde | Stadio San Filippo (2.000 circa spett.)\| Arbitro: \| Luciano (Lamezia Terme) \| |
| Arbitro:                                              | Luciano (Lamezia Terme) |               |                   |                                                                                  |

| Arbitro: | Albertini (Ascoli Piceno) |

|               |           |             |
| Carroccio 56’ | Marcatori | 24’ Chiaria |

| Arbitro: | Pagliardini (Arezzo) |

|            |           |  |
| Corona 54’ | Marcatori |  |

| Arbitro: | Di Ruberto (Nocera Inferiore) |

|                         |           |  |
| Tranchitella 68’, 90+3’ | Marcatori |  |

| Arbitro: | Pierantonio Perotti (Legnano) |

|                        |           |                     |
| Corona 73’ Parachì 82’ | Marcatori | 79’, 90+4’ Montella |

| Arbitro: | Aversano (Treviso) |

|                      |           |  |
| Di Vicino 42’ (rig.) | Marcatori |  |

| Arbitro: | Ceccarelli (Rimini) |

|  |           |                                     |
|  | Marcatori | 16’ Giglio 71’ Licata 90+4’ Zizzari |

| Arbitro: | Ranaldi (Tivoli) |

|            |           |              |
| Corona 29’ | Marcatori | 87’ Scardina |

| Arbitro: | Boggi (Salerno) |

|                    |           |             |
| Guidone 45’ (rig.) | Marcatori | 82’ Chiaria |

| Messina 3 novembre 2013, ore 14:30 CEST 10ª giornata | Messina          | 0 – 0 referto | Cosenza | Stadio San Filippo (2.500 circa spett.)\| Arbitro: \| Proietti (Terni) \| |
| Arbitro:                                             | Proietti (Terni) |               |         |                                                                           |

| Arbitro: | Capraro (Cassino) |

|  |           |                  |
|  | Marcatori | 23’ L. Silvestri |

| Arbitro: | Marinelli (Tivoli) |

|                           |           |                        |
| Guerriera 52’ Chiaria 77’ | Marcatori | 59’ Ricciardo 62’ Cruz |

| Arbitro: | Pezzuto (Lecce) |

|              |           |               |
| Agodirin 23’ | Marcatori | 25’ Guerriera |

| Arbitro: | Balice (Termoli) |

|                    |           |                                                  |
| Costa Ferreira 53’ | Marcatori | 15’ Rapisarda 21’, 41’ Zampaglione 55’ Scarsella |

| Arbitro: | Bellotti (Verona) |

|              |           |                                             |
| Maiorino 54’ | Marcatori | 12’ Silvestri 18’ Costa Ferreira 74’ Corona |

| Arbitro: | Morreale (Roma) |

|             |           |           |
| De Bode 44’ | Marcatori | 33’ Caidi |

| Arbitro: | Boggi (Salerno) |

|                    |           |            |
| Gai 64’ Rocchi 87’ | Marcatori | 63’ Corona |

#### Girone di ritorno
| Arbitro: | Giua (Pisa) |

|             |           |                    |
| Austoni 88’ | Marcatori | 18’ Costa Ferreira |

| Arbitro: | Ros (Pordenone) |

|           |           |  |
| Corona 1’ | Marcatori |  |

| Arbitro: | Bertani (Pisa) |

|              |           |  |
| Giannusa 56’ | Marcatori |  |

| Arbitro: | Marini (Roma) |

|                         |           |  |
| Costa Ferreira 72’, 92’ | Marcatori |  |

| Aprilia 2 febbraio 2014, ore 14:00 CEST 5ª giornata | Aprilia            | 0 – 0 referto | Messina | Stadio Quinto Ricci (400 circa spett.)\| Arbitro: \| Pelagatti (Arezzo) \| |
| Arbitro:                                            | Pelagatti (Arezzo) |               |         |                                                                            |

| Arbitro: | Rossi (Rovigo) |

|                                                                |           |  |
| Bucolo 36’ Corona 59’ (rig.) Costa Ferreira 70’ Buongiorno 92’ | Marcatori |  |

| Arbitro: | Tardino (Milano) |

|              |           |                         |
| Cavallaro 9’ | Marcatori | 28’, 85’ Costa Ferreira |

| Arbitro: | Lanza (Nichelino) |

|                    |           |                               |
| Ferri Marini 45+2’ | Marcatori | 4’ (rig.) Corona 68’ Bernardo |

| Arbitro: | Mainardi (Bergamo) |

|                                 |           |  |
| Bernardo 42’ Costa Ferreira 86’ | Marcatori |  |

| Cosenza 7 marzo 2014, ore 20:45 CEST 10ª giornata | Cosenza            | 0 – 0 referto | Messina | Stadio San Vito (2.000 circa spett.)\| Arbitro: \| Colarossi (Roma 2) \| |
| Arbitro:                                          | Colarossi (Roma 2) |               |         |                                                                          |

| Arbitro: | Proietti (Terni) |

|                                   |           |                        |
| Bernardo 36’, 72’ Corona 45’, 53’ | Marcatori | 9’ Bianchi 70’ Zizzari |

| Arbitro: | Pierro (Nola) |

|             |           |  |
| Marolda 20’ | Marcatori |  |

| Arbitro: | Giua (Pisa) |

|                              |           |             |
| Costa Ferreira 1’ Corona 54’ | Marcatori | 61’ Mancino |

| Arbitro: | Brasi (Seregno) |

|               |           |                               |
| Scarsella 79’ | Marcatori | 81’ (aut.) Romano 90’ De Vena |

| Arbitro: | Luciano (Lamezia Terme) |

|                    |           |  |
| Costa Ferreira 29’ | Marcatori |  |

| Arbitro: | Mancini (Fermo) |

|  |           |                    |
|  | Marcatori | 63’ Costa Ferreira |

| Arbitro: | Sacchi (Macerata) |

|                                            |           |                        |
| Costa Ferreira 8’, 86’ Caturano 33’ (rig.) | Marcatori | 17’ Gai 22’ De Martino |

### Supercoppa di Lega Seconda di Divisione
| Arbitro: | Tardino (Milano) |

|                     |           |  |
| Berrettoni 42’, 63’ | Marcatori |  |

| Arbitro: | Martinelli (Roma) |

|              |           |                     |
| Bernardo 91’ | Marcatori | 30’, 65’ Berrettoni |

### Coppa Italia Lega Pro

#### Fase eliminatoria a gironi
| Arbitro: | Guccini (Albano Laziale) |

|                 |           |                             |
| Zampaglione 85’ | Marcatori | 26’ Guadalupi 90+3’ Ignoffo |

| Arbitro: | Guarino (Caltanissetta) |

|             |           |  |
| Chiaria 40’ | Marcatori |  |

### Fase a eliminazione diretta

#### Primo turno
| Arbitro: | Pagliardini (Arezzo) |

|                           |                      |                            |
| Guazzo 67’                | Marcatori            | 84’ Costa Ferreira         |
| Guazzo Gustavo Montervino | Tiri di rigore 3 – 0 | Quintoni Lasagna Simonetti |

## Statistiche
Statistiche aggiornate al 6 aprile 2014.

### Statistiche di squadra
| Competizione                            | Punti | In casa | In casa | In casa | In casa | In casa | In casa | In trasferta | In trasferta | In trasferta | In trasferta | In trasferta | In trasferta | Totale | Totale | Totale | Totale | Totale | Totale | DR  |
| Competizione                            | Punti | G       | V       | N       | P       | Gf      | Gs      | G            | V            | N            | P            | Gf           | Gs           | G      | V      | N      | P      | Gf     | Gs     | DR  |
| --------------------------------------- | ----- | ------- | ------- | ------- | ------- | ------- | ------- | ------------ | ------------ | ------------ | ------------ | ------------ | ------------ | ------ | ------ | ------ | ------ | ------ | ------ | --- |
| Lega Pro Seconda Divisione              | 57    | 16      | 9       | 6       | 2       | 27      | 18      | 14           | 6            | 6            | 5            | 16           | 15           | 34     | 15     | 12     | 7      | 43     | 33     | +10 |
| Coppa Italia Lega Pro                   | -     | 1       | 1       | 0       | 0       | 1       | 0       | 2            | 1            | 0            | 1            | 3            | 2            | 3      | 2      | 0      | 1      | 4      | 2      | +2  |
| Supercoppa di Lega di Seconda Divisione | -     | 1       | 0       | 0       | 1       | 1       | 2       | 1            | 0            | 0            | 1            | 0            | 2            | 2      | 0      | 0      | 2      | 1      | 4      | -3  |
| Totale                                  | -     | 18      | 10      | 6       | 3       | 29      | 20      | 17           | 7            | 6            | 7            | 19           | 19           | 39     | 17     | 12     | 11     | 48     | 39     | +9  |

### Statistiche dei giocatori
| Giocatore      | Lega Pro Seconda Divisione | Lega Pro Seconda Divisione | Lega Pro Seconda Divisione | Lega Pro Seconda Divisione | Coppa Italia Lega Pro | Coppa Italia Lega Pro | Coppa Italia Lega Pro | Coppa Italia Lega Pro | Altro    | Altro | Altro       | Altro      | Totale   | Totale | Totale      | Totale     |
| Giocatore      | Presenze                   | Reti                       | Ammonizioni                | Espulsioni                 | Presenze              | Reti                  | Ammonizioni           | Espulsioni            | Presenze | Reti  | Ammonizioni | Espulsioni | Presenze | Reti   | Ammonizioni | Espulsioni |
| -------------- | -------------------------- | -------------------------- | -------------------------- | -------------------------- | --------------------- | --------------------- | --------------------- | --------------------- | -------- | ----- | ----------- | ---------- | -------- | ------ | ----------- | ---------- |
| E. Lagomarsini | 33                         | -28                        | -                          | -                          | -                     | -                     |                       | -                     | -        | -     | -           | -          | 33       | -28    | 0           | -          |
| R. Iuliano     | 5                          | -7                         | -                          | -                          | -                     | -                     | -                     | -                     | -        | -     | -           | -          | 5        | -7     | -           | -          |
| V. Mangini     | -                          | -                          | -                          | -                          | -                     | -                     | -                     | -                     | -        | -     | -           | -          | -        | -      | -           | -          |
| P. Caiazzo     | 2                          | -                          | -                          | -                          | 1                     | -                     | -                     | -                     | -        | -     | -           | -          | 3        | -      | -           | -          |
| S. Caldore     | 13                         | -                          | -                          | -                          | 1                     | -                     | -                     | -                     | -        | -     | -           | -          | 14       | -      | -           | -          |
| R. D'Aiello    | 12                         | -                          | -                          | -                          | 1                     | -                     | -                     | -                     | -        | -     | -           | -          | 13       | -      | -           | -          |
| E. Pepe        | 14                         | -                          | -                          | -                          | 1                     | -                     | -                     | -                     | -        | -     | -           | -          | 15       | -      | -           | -          |
| A. Cucinotta   | 18                         | -                          | 2                          | 1                          | 1                     | -                     | 1                     | -                     | -        | -     | -           | -          | 19       | -      | 3           | 1          |
| A. De Bode     | 14                         | 1                          | 1                          | 1                          | 2                     | -                     | -                     | -                     | -        | -     | -           | -          | 16       | 1      | 1           | 1          |
| G. Ignoffo     | 25                         | 1                          | 2                          | -                          | 2                     | 1                     | 1                     | -                     | -        | -     | -           | -          | 27       | 2      | 3           | -          |
| G. Quintoni    | 20                         | -                          | 1                          | -                          | 3                     | -                     | -                     | -                     | -        | -     | -           | -          | 23       | -      | 1           | -          |
| T. Squillace   | 11                         | -                          | -                          | -                          | 1                     | -                     | -                     | -                     | -        | -     | -           | -          | 12       | -      | -           | -          |
| L. Silvestri   | 29                         | 2                          | 4                          | -                          | 1                     | -                     | -                     | -                     | -        | -     | -           | -          | 30       | 2      | 4           | -          |
| R. Bucolo      | 36                         | 1                          | 1                          | -                          | 2                     | -                     | 2                     | -                     | -        | -     | -           | -          | 38       | 1      | 3           | -          |
| P. Ferreira    | 30                         | 15                         | 2                          | -                          | 3                     | 1                     | 1                     | -                     | -        | -     | -           | -          | 33       | 16     | 3           | -          |
| D. Franco      | 9                          | -                          | -                          | -                          | 1                     | -                     | -                     | -                     | -        | -     | -           | -          | 10       | -      | -           | -          |
| M. Guerriera   | 34                         | 2                          | 2                          | -                          | 1                     | -                     | 1                     | -                     | -        | -     | -           | -          | 35       | 2      | 3           | -          |
| S. Maiorano    | 21                         | -                          | 1                          | -                          | 2                     | -                     | 1                     | -                     | -        | -     | -           | -          | 23       | -      | 2           | -          |
| F. Simonetti   | 19                         | 1                          | 2                          | -                          | 3                     | -                     | 2                     | -                     | -        | -     | -           | -          | 22       | 1      | 4           | -          |
| A. Pagliaroli  | 5                          | -                          | -                          | -                          | 1                     | -                     | -                     | -                     | -        | -     | -           | -          | 6        | -      | -           | -          |
| D. Buongiorno  | 11                         | 1                          | -                          | -                          | 2                     | -                     | -                     | -                     | -        | -     | -           | -          | 13       | 1      | -           | -          |
| S. Caturano    | 10                         | 1                          | -                          | -                          | 1                     | -                     | -                     | -                     | -        | -     | -           | -          | 11       | 1      | -           | -          |
| G. Corona      | 32                         | 11                         | 3                          | -                          | 2                     | -                     | -                     | -                     | -        | -     | -           | -          | 34       | 11     | 3           | -          |
| A. De Vena     | 9                          | 1                          | -                          | -                          | 1                     | -                     | -                     | -                     | -        | -     | -           | -          | 10       | 1      | -           | -          |
| V. Bernardo    | 12                         | 4                          | -                          | -                          | 1                     | -                     | -                     | -                     | -        | -     | -           | -          | 13       | 4      | -           | -          |
| A. Parachì     | 4                          | 1                          | 2                          | -                          | -                     | -                     | -                     | -                     | -        | -     | -           | -          | 4        | 1      | 2           | -          |
| D. Siciliano   | -                          | -                          | -                          | -                          | -                     | -                     | -                     | -                     | -        | -     | -           | -          | -        | -      | -           | -          |

- [9]